# Jörg Hicklin

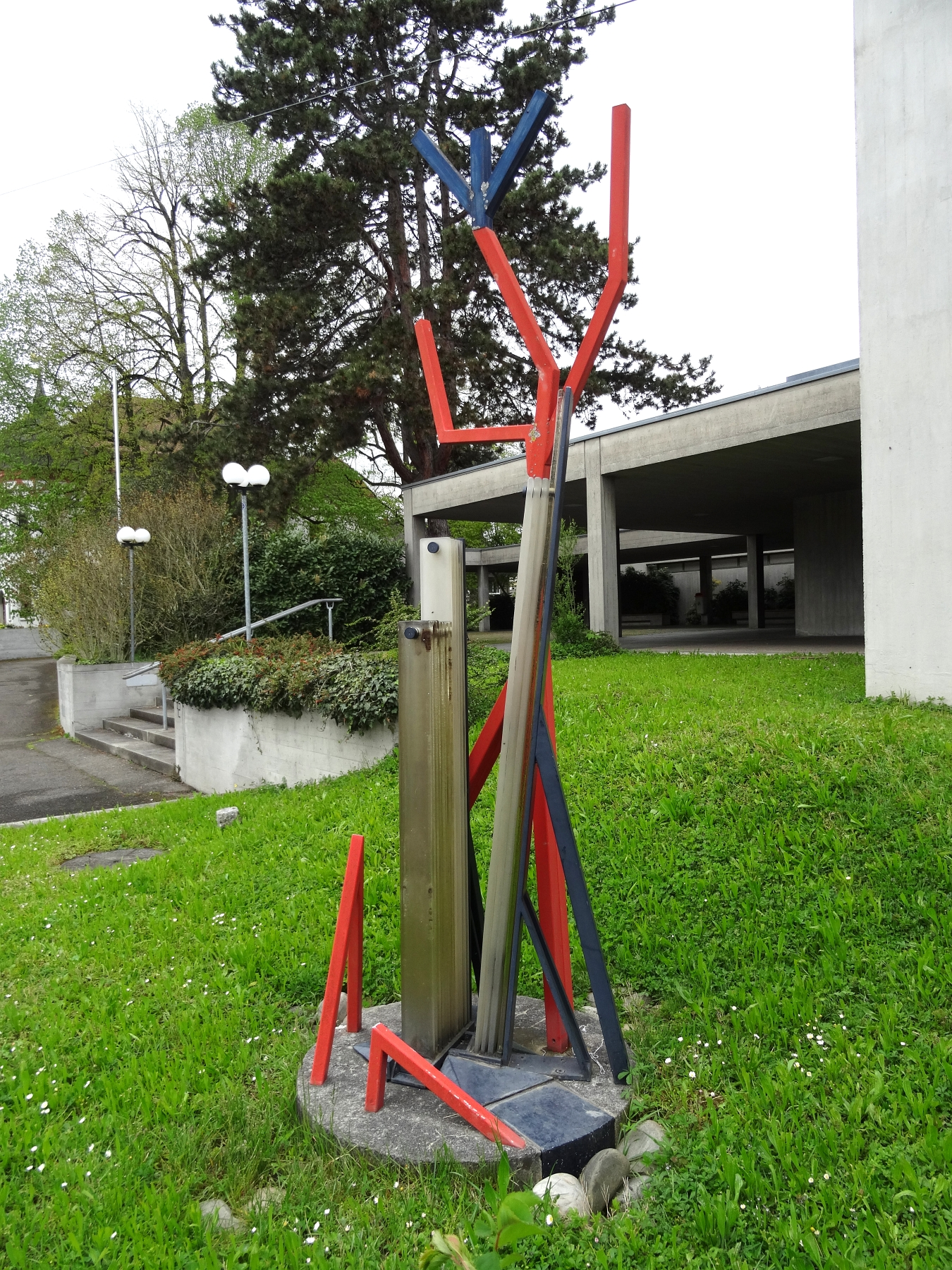
Lichtfurggel 1995–1996. Pfarrei St. Peter & Paul in Allschwil

Jörg Hicklin  (* 25. Dezember 1932 in Schwyz) ist ein Schweizer Bildhauer, Lichtplastiker, Grafiker und Fotograf.
Jörg Hicklin machte 1954 die Maturität in Engelberg und besuchte von 1955 bis 1959 die Kunstgewerbeschule Basel. Bis 1994 war er in Teilzeit als Lehrer tätig und arbeitet seither als freischaffender Künstler. Er wohnt in Schönenbuch. Seit 1977 wurde sein Werk regelmässig in Gruppen- und Einzelausstellungen in der Schweiz und Deutschland gezeigt.
Zu seinen Werken im öffentlichen Raum gehört das Relief „Das Göttliche ist in dir“ im Friedhof Schönenbuch.